# Thorild Olsson
David Thorild Olsson (né le 26 novembre 1886 à Göteborg et décédé le 19 mars 1934 dans la même ville) est un athlète suédois spécialiste du fond. Affilié au Örgryte IS, il mesurait 1,73 m pour 61 kg.

## Biographie

### Palmarès
| Date | Compétition           | Lieu      | Résultat | Épreuve            | Performance |
| ---- | --------------------- | --------- | -------- | ------------------ | ----------- |
| 1912 | Jeux olympiques d'été | Stockholm | 2e       | 3 000 m par équipe | 13 pts      |

### Records
| Épreuve      | Performance   | Lieu      | Date |
| ------------ | ------------- | --------- | ---- |
| 5 000 mètres | 15 min 25 s 2 | Stockholm | 1912 |